# بارانكيوراس (مدينة)
بارانكيوراس (بالإسبانية: Barranqueras)‏ هي منطقة سكنية تقع في الأرجنتين في سان فرناندو. يقدر عدد سكانها بـ 50,823 نسمة .